# Michal Horodecki
Michał Horodecki (né en 1973) est un physicien polonais de l'Université de Gdańsk travaillant dans le domaine de la théorie de l'information quantique, connu pour ses travaux sur la théorie de l'intrication.

## Biographie
Il co-découvre le critère de Peres-Horodecki pour tester si un état est intriqué et l'utilise pour trouver l'intrication liée avec son frère Paweł Horodecki (en) et son père Ryszard Horodecki (en). Il co-découvre avec Jonathan Oppenheim, Paweł Horodecki et Karol Horodecki que la clé secrète peut être tirée de certains états intriqués liés. Avec Fernando Brandão, il prouve que chaque état quantique unidimensionnel avec une longueur de corrélation finie obéit à une loi d'aire pour l'entropie d'intrication. Avec Jonathan Oppenheim et Andreas Winter, il découvre la fusion d'états quantiques et utilise cette primitive pour montrer que l'information quantique pouvait être négative.